# Cimetière Sainte-Marguerite
Le cimetière Sainte-Marguerite est un ancien cimetière qui était situé dans l'actuelle rue Saint-Bernard dans le 11e arrondissement de Paris.

## Emplacement
Le cimetière Sainte-Marguerite était situé, presque en pleine campagne, sur le territoire du village de Charonne, au niveau du no 36 rue Saint-Bernard, autour de l'église Sainte-Marguerite dans le 11e arrondissement. 

## Historique
Ce cimetière est ouvert, en 1637, en trois parties autour de l'église Sainte-Marguerite. Une partie était située à nord, une autre au sud et la dernière au chevet, et était séparé de la rue Saint-Bernard par un mur de 5 mètres de haut.
En 1763, le cimetière, qui recevait de 1 000 à 1 200 corps, contenait 34 fosses communes qui pouvaient recevoir 800 corps chacune. Deux galeries de charniers avaient été édifiées en 1722.
D'une surface initiale de 1 960 m2, il fut amputé en 1764 pour la construction de la chapelle des Âmes-du-Purgatoire.
Ce cimetière fut affecté aux inhumations des guillotinés de la place de la Bastille entre le 9 juin et le 12 juin 1794 puis des premières victimes de la place du Trône Renversé (place de la Nation aujourd'hui) avant que leurs corps ne soient envoyés au cimetière de Picpus. C'est dans ce cimetière qu'a été inhumé le corps de « l'enfant du Temple », le Louis XVII des royalistes, le 10 juin 1795, deux jours après sa mort.
À la suite des prescriptions préfet de la Seine Nicolas Frochot, la désaffectation de ce cimetière commença en 1804 et il fut définitivement fermé en 1806.

## Personnalités enterrées
- Une partie des soldats des troupes de Turenne et de Condé, qui furent tués lors de la bataille du faubourg Saint-Antoine[1]
- Georges Jacob
- « Les 73 personnes guillotinées place de la Bastille et celles qui furent décapitées à la barrière du Trône du 9 au 12 juin 1794, en attendant l’ouverture du cimetière de Picpus, furent mises dans les fosses communes de Sainte Marguerite[2]. »
- L'Enfant mort au Temple, inhumé le 10 juin 1795 vers 5 heures du soir.
- L'abbé Jean-Jacques Dubois curé de l'église Sainte-Marguerite.
- Des fosses communes sont en cours de fouilles.[réf. nécessaire]

## L'Enfant mort au Temple
Il existe une controverse sur l'identité exacte de l'« enfant du Temple » dans laquelle les partisans de la survie et de l'évasion de Louis XVII s'appuient sur les expertises des ossements exhumés en 1846. Selon eux, elles tendraient à prouver que ce n'est pas le corps de Louis XVII qui aurait été inhumé là. Cependant, rien ne prouve qu'on ait exhumé le corps de l'enfant mort au Temple en 1795.

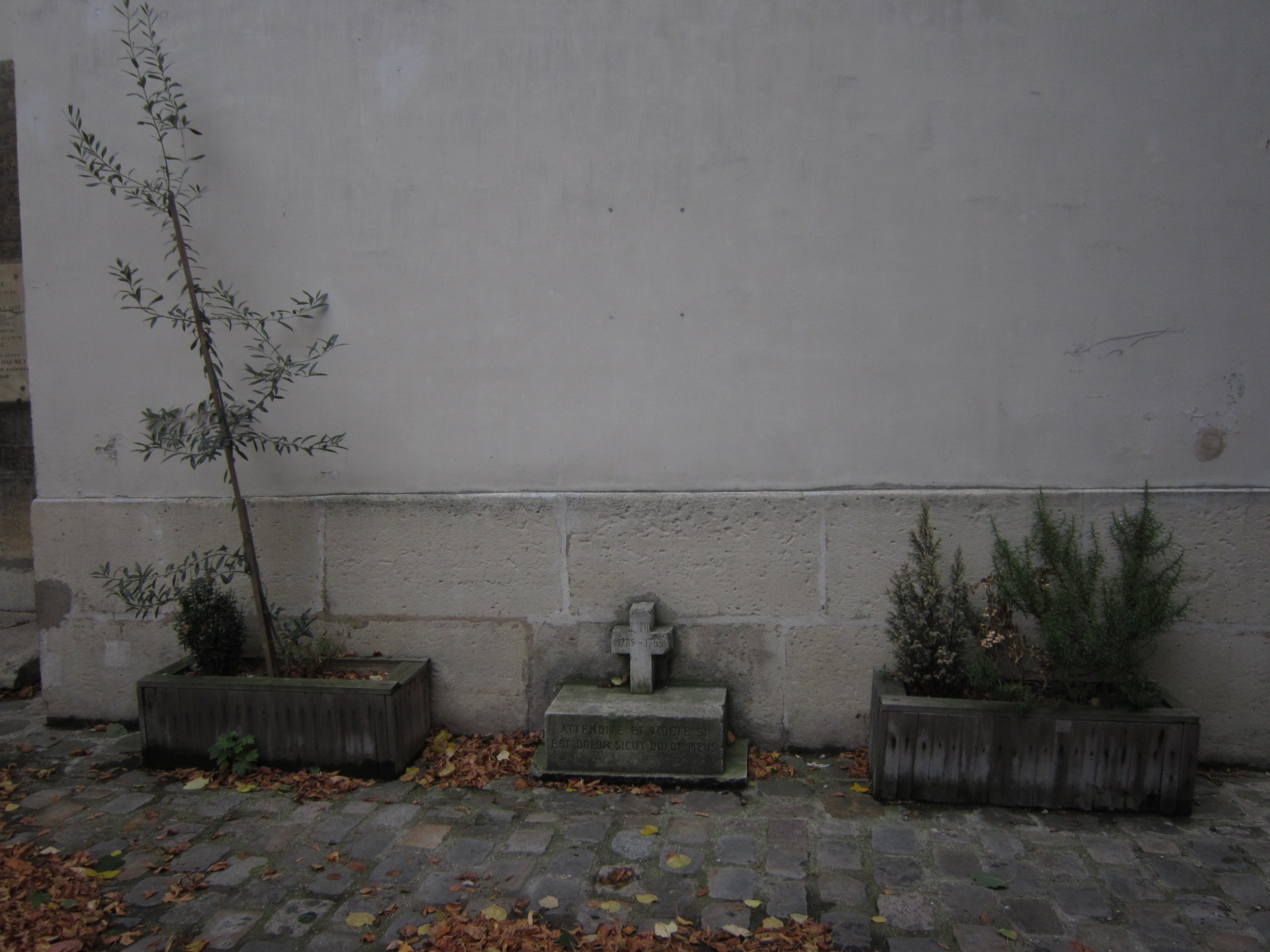
Tombe portant l'inscription « L... XVII (1787-1795) ».

En novembre 1846, sous le règne de Louis-Philippe, l'abbé Jean-Pierre Joseph Haumet, curé de Sainte-Marguerite, prévoit des travaux dans son église et fait creuser des fondations à cet effet. Parmi les multiples ossements découverts, sont exhumés les restes d'un cercueil en plomb anthropomorphe, contenant des ossements, dont un crâne scié attribué à Louis XVII. Exhumé à nouveau en 1894, il se révèle après analyse être celui d'un squelette d'adolescent âgé de 14 à 18 ans au moins. Contre la chapelle des âmes du Purgatoire, un caveau édifié en 1894 pour abriter la boîte renfermant les restes de ce squelette est signalé par une modeste croix qui porte l'inscription « L... XVII (1787-1795) ». La dalle porte une épitaphe latine tirée du Livre des lamentations : « Attendite et videte si est dolor sicut dolor meus » (Vous qui passez, voyez s’il est une douleur comme la mienne).
Des travaux d'exhumations des fosses communes semblent se poursuivre, entourés de précautions scientifiques pour la récolte des restes enfouis là. Nous citons :
« Près de 800 squelettes ont déjà été sortis de terre dans la tranchée creusée sur deux mètres de large et trente de longueur. « Nous devons faire passer un drainage tout le long de la chapelle pour protéger les peintures intérieures de l'humidité, explique François Loyer. Nous en profitons pour faire des fouilles minutieuses du sol sur un mètre de profondeur. Nous rassemblons et classons tous les ossements, quels qu'ils soient, avec beaucoup de soins. »
— Tribune Histoire
.
« C'est la fin de la légende, la fin de l'énigme la plus célèbre de l'Histoire.[...] mais de grâce, laissez dormir ce petit garçon dont le cœur repose auprès de ses parents aimants et bien-aimés. »
— Dominique Nemeth-Pasquet, Énigmes de l'Histoire de France, 2007

## Sources